# Schistura punctatus
Schistura punctatus är en fiskart som först beskrevs av Nguyen 2005.  Schistura punctatus ingår i släktet Schistura och familjen grönlingsfiskar. Inga underarter finns listade i Catalogue of Life.